# Batalla del Trent
La batalla del Trent va ser un enfrontament militar entre els regnes de Mèrcia i Northúmbria que es va produir vers l'any 679. El lloc no es concreta en les narracions històriques del moment, només es diu que va passar a prop del riu Trent, en un espai dins l'antic territori de Lindsey (l'actual Anglaterra), que segons creuen alguns historiadors moderns podria ser en la rodalia de l'actual Marton (comtat de Lincolnshire). L'exèrcit de Northúmbria estava comandat pel seu rei Ecgfrith i l'exèrcit de Mèrcia pel rei Æthelred. Els mercis van sortir victoriosos i van acabar amb la dominació northúmbria sobre aquesta àrea. Lindsey va passar a formar part del regne de Mèrcia i romandria així fin a la invasió dels vikings del segle IX.
Beda narra que el governant de Deira, Ælfwine, va morir en la batalla amb només divuit anys, i que això va portar a un nou conflicte en què va ser necessària la intervenció de Teodor, l'arquebisbe de Canterbury.
Enmig del relat de la batalla, Beda esmenta la llegenda d'un thegn de Northúmbria anomenat Imm o Imma, que podria ser el fundador d'una ciutat anomenada Immingham. Imma va ser capturat pels mercis i, com que era de caràcter problemàtic, el van vendre com a esclau a un mercader frisi que, quan va saber la identitat de l'esclau, va demanar rescat a un rei anglosaxó, el de Kent.